# Турутино (Конотопский район)
Турутино (укр. Турутине) — село,
Михайло-Анновский сельский совет,
Конотопский район,
Сумская область,
Украина.
Код КОАТУУ — 5922086003. Население по переписи 2001 года составляло 86 человек.

## Географическое положение
Село Турутино находится на берегу безымянного ручья — истоки реки Сухой Ромен, который через 10 км впадает в реку Ромен.
На расстоянии в 1 км расположено село Ульяновка.

## История
- 1893 — дата основания.